# Sada Williams
Pour les articles homonymes, voir Williams.
Sada Williams, née le 1er décembre 1997 à Bridgetown à la Barbade, est une sprinteuse barbadienne, spécialiste du 200 et du 400 mètres. Elle est médaillée de bronze sur 400 m aux Mondiaux de Eugene en 2022 et de Budapest en 2023.

## Biographie
Sada Williams représente la Barbade aux Championnats du monde d'athlétisme de 2017 et de 2019 ainsi qu'aux Jeux olympiques d'été de 2020.

### Double médaillée de bronze au Mondiaux (2022-2023)
Lors des championnats du monde 2022, à Eugene, elle glane la médaille de bronze du 400 m en 49 s 75, nouveau record national, devancée par la Bahaméenne Shaunae Miller-Uibo et la Dominicaine Marileidy Paulino. Elle récidive lors des Mondiaux de Budapest en 2023, en battant d'abord son propre record en demi-finale avec le temps de 49 s 58, puis en terminant troisième de la finale en 49 s 60 derrière Paulino et la Polonaise Natalia Kaczmarek.
Par ailleurs, elle remporte le 400 m des Jeux du Commonwealth de 2022, et la médaille d'argent aux Championnats NACAC, derrière Miller-Uibo.
En juillet 2024, elle est nommée porte-drapeau de la délégation de la Barbade aux Jeux olympiques d'été de 2024 à Paris en compagnie du nageur Jack Kirby (sr).

## Palmarès
| Date | Compétition                        | Lieu           | Résultat | Épreuve   | Temps         |
| ---- | ---------------------------------- | -------------- | -------- | --------- | ------------- |
| 2014 | CARIFTA Games (U18)                | Fort-de-France | 2e       | 200 m     | 23 s 43       |
| 2014 | CARIFTA Games (U18)                | Fort-de-France | 1re      | 400 m     | 53 s 39       |
| 2014 | CARIFTA Games (U18)                | Fort-de-France | 3e       | 4 × 400 m | 3 min 41 s 90 |
| 2014 | Championnats du monde juniors      | Eugene         | 23e      | 200 m     | 24 s 37       |
| 2014 | Jeux olympiques de la jeunesse     | Nankin         | 8e       | 400 m     | 54 s 93       |
| 2015 | Jeux panaméricains                 | Toronto        | 7e       | 4 × 400 m | 3 min 31 s 72 |
| 2015 | Championnats panaméricains juniors | Edmonton       | 3e       | 200 m     | 23 s 49       |
| 2015 | Championnats panaméricains juniors | Edmonton       | 2e       | 400 m     | 52 s 75       |
| 2016 | Jeux de la CARIFTA                 | Saint-Georges  | 1re      | 200 m     | 22 s 72       |
| 2016 | Jeux de la CARIFTA                 | Saint-Georges  | 1re      | 400 m     | 52 s 07       |
| 2019 | Jeux panaméricains                 | Lima           | 6e       | 400 m     | 52 s 25       |
| 2019 | Championnats du monde              | Doha           | 10e      | 400 m     | 51 s 31       |
| 2021 | Jeux olympiques                    | Tokyo          | 9e       | 400 m     | 50 s 11       |
| 2022 | Championnats du monde              | Eugene         | 3e       | 400 m     | 49 s 75       |
| 2022 | Jeux du Commonwealth               | Birmingham     | 1re      | 400 m     | 49 s 90       |
| 2022 | Championnats NACAC                 | Freeport       | 2e       | 400 m     | 49 s 86       |
| 2023 | Championnats du monde              | Budapest       | 3e       | 400 m     | 49 s 60       |
| 2024 | Jeux olympiques                    | Paris          | 7e       | 400 m     | 49 s 83       |

## Records personnels
| Épreuve | Temps   | Lieu         | Date         | Notes           |
| ------- | ------- | ------------ | ------------ | --------------- |
| 200 m   | 22 s 59 | Spanish Town | 9 mars 2024  | Record national |
| 400 m   | 49 s 58 | Budapest     | 21 août 2023 | Record national |